# Rund um die Nürnberger Altstadt
Das Radrennen Rund um die Nürnberger Altstadt war ein Eintagesrennen für Männer und Frauen, das jährlich im September in Nürnberg stattfand.
Das Rennen wurde für Männer seit dem Jahr 1991 in der Kategorie Profis und seit Einführung der Einheitslizenz 2005 als Eliterennen ausgetragen.
Bei den Frauen gehörte diese Veranstaltung in den Jahren 2006–2009 zum Rad-Weltcup der Frauen. Das Männerrennen gehörte zwischen 2005 und 2009 zur UCI Europe Tour und war dort in die Kategorie 1.1 eingestuft. Seit 2010 werden beide Eliterennen als Rundstreckenrennen im nationalen Kalender des Bund Deutscher Radfahrer veranstaltet. Ein Frauenrennen wurde im Jahr 2011 nicht ausgetragen.
Zum Auftakt fand ein Jedermannrennen statt, im Jahr 2006 nahmen über 800 Sportler aus ganz Deutschland hieran teil. Ebenfalls fanden an diesem Renntag Schüler- und Jugendrennen statt.
Von 2013 bis 2015 wurde Rund um die Nürnberger Altstadt nur noch als Jedermannrennen ausgetragen sowie als Triathlon und Liegeradrennen sowie als Run and Bike-Wettbewerb. Jedoch bildete die Strecke des Rennens 2013 die letzte Etappe der Bayern Rundfahrt. Mit der Absage der Bayern-Rundfahrt 2016 wurde diese Veranstaltung ebenfalls abgesagt. Mangels Sponsoren wurden die beiden Rennen auch für 2017 abgesagt.

## Sieger Männer
| - 2012 Andreas Schillinger - 2011 Helmut Trettwer - 2010 Eric Baumann - 2009 Francesco Gavazzi - 2008 André Greipel - 2007 Fabian Wegmann - 2006 Gerald Ciolek - 2005 Ronny Scholz | - 2004 Sebastian Siedler - 2003 Kai Hundertmarck - 2002 Erik Zabel - 2001 Olaf Pollack - 2000 Raphael Schweda - 1999 Jens Zemke - 1998 Jan Ullrich | - 1997 Mikael Holst-Kyneb - 1996 Jan Schaffrath - 1995 Fabio Baldato - 1994 Andreas Walzer - 1993 Steffen Rein - 1992 Bert Dietz - 1991 Stephan Gottschling |

## Siegerinnen Frauen
| - 2010 Trixi Worrack - 2009 Kirsten Wild - 2008 Judith Arndt - 2007 Marianne Vos - 2006 Regina Schleicher - 2005 Giorgia Bronzini | - 2004 Petra Rossner - 2003 Diana Žiliūtė - 2002 Jenny Algelid - 2001 Jenny Algelid - 2000 Regina Schleicher - 1999 Vera Hohlfeld | - 1998 Barbara Heeb - 1997 Barbara Heeb - 1996 Elsde Cottenier - 1995 Petra Rossner - 1994 Viola Paulitz - 1993 Ina-Yoko Teutenberg |